# Klondike (Minnesota)
Klondike es un territorio no organizado ubicado en el condado de Kittson en el estado estadounidense de Minnesota. En el Censo de 2010 tenía una población de 0 habitantes y una densidad poblacional de 0 personas por km².

## Geografía
Klondike se encuentra ubicado en las coordenadas 48°45′46″N 96°28′28″O / 48.76278, -96.47444. Según la Oficina del Censo de los Estados Unidos, Klondike tiene una superficie total de 94.14 km², de la cual 93.23 km² corresponden a tierra firme y (0.97%) 0.91 km² es agua.

## Demografía
Según el censo de 2010, había 0 personas residiendo en Klondike. La densidad de población era de 0 hab./km². De los 0 habitantes, Klondike estaba compuesto por el División entre cero% blancos, el División entre cero% eran afroamericanos, el División entre cero% eran amerindios, el División entre cero% eran asiáticos, el División entre cero% eran isleños del Pacífico, el División entre cero% eran de otras razas y el División entre cero% pertenecían a dos o más razas. Del total de la población el División entre cero% eran hispanos o latinos de cualquier raza.